# Rússia Ocidental
Rússia Ocidental ou Rus Ocidental (em russo:  Западная Русь), em um sentido amplo, é a região histórica da Rus' que inclui terras que não foram incluídas, nos séculos XV a XVI, no Estado Russo e por muito tempo estiveram sob o controle de Estados de uma etnia diferente. A Rússia Ocidental inclui a Rus lituana, bem como as terras russas que pertenciam ao Reino da Polônia (Rus polonesa, consistindo na Galícia, Kholmshchina, mais tarde terras russo-lituanas recebidas sob os termos da União de Lublin), o Principado da Moldávia (Bucovina) e o Reino da Hungria (Rus úgrica). Por razões culturais e políticas, a Rússia Ocidental, apesar do nome, não inclui o Noroeste da Rússia (Terra de Novgorod e Oblast de Pskov).

## Terminologia
George Vernadski comparou a Rússia Ocidental com a Grande Rússia, que ele também chamou de Rússia Oriental ou Estado de Moscou, e observou a correspondência aproximada da Rússia Ocidental com a Bielorrússia e a Ucrânia. Nas terras da Rússia Ocidental, controladas pela Lituânia, Polônia e outros Estados, a língua russa ocidental era difundida. Ao mesmo tempo, Novorossiya, que foi anexada ao espaço cultural eslavo oriental apenas no final do séc. XVIII como parte do Estado Russo, não pode ser considerada parte da Rússia Ocidental. O uso do termo Rus' Ocidental em sentido estrito também é observado. Com esta opção, corresponde à Bielorrússia, em oposição a Ucrânia como o sul ou sudoeste da Rússia. Tal uso da palavra coincide com a referência geográfica da ideologia do russo-ocidentalismo.
O endoetnônimo dos habitantes da Rússia Ocidental, bem como dos habitantes do Estado Russo, era a palavra russa antiga "Ruteno" (em russo:  русин). Na maioria dos territórios da Rússia Ocidental, persistiu até o séc. XVIII, na Galícia até o início do séc. XX, e entre os Rutenos dos Cárpatos sobrevive até hoje. Não deve ser confundido com o termo "litvin", que era usado para súditos do Grão-Ducado da Lituânia e era um politônimo em relação à população eslava oriental. Do ponto de vista do reino polonês, a única terra russa em sua composição por muito tempo continuou sendo a terra galiciana, alocada à chamada Voivodia russa. Este nome na divisão administrativa foi preservado mesmo após a União de Lublin em 1569, quando muitas outras terras russas foram colocadas diretamente sob a autoridade da Coroa polonesa. De acordo com a tradição publicista estabelecida por Jan Dlugosh e Bernard Wapowski, era costume chamar as terras russas nos estados polonês e lituano de Rus', quase sem aplicar esse nome ao nordeste da Rússia. O Estado Russo unificado que se formou ali foi chamado principalmente de “Moscóvia”, e seus habitantes, com algumas exceções, foram chamados de “moscovitas”. Esta prática foi parcialmente adotada nos séculos XVI e XVII pelas potências da Europa Ocidental. Mais tarde, a designação distintiva das terras da Grande Rússia e da Rússia Ocidental baseou-se em duas variações latinas do nome da Rus' - Rússia e Rutênia. Tal esquema de divisão foi usado para manipulações etnográficas em relação à população eslava oriental pela Áustria-Hungria e Alemanha nazista e continua a ser usado pela historiografia ocidental moderna.

## Desenvolvimento histórico

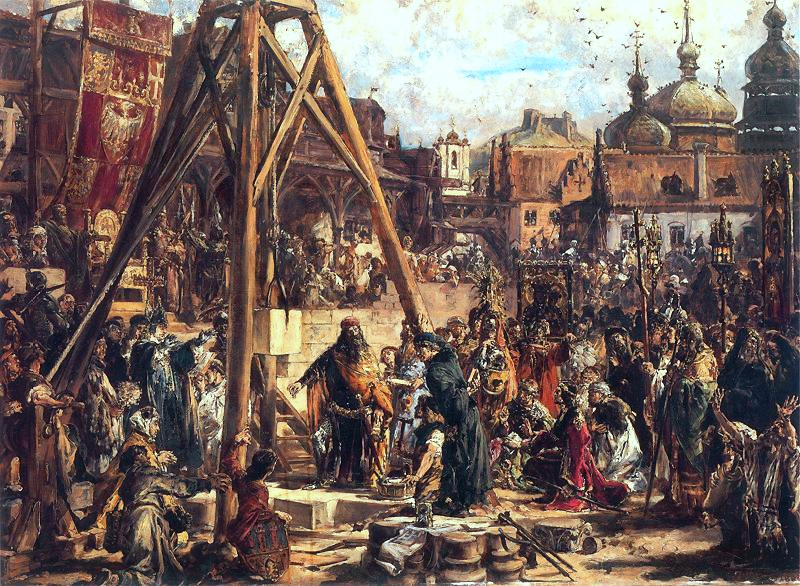
Casimiro III lança as bases de uma catedral católica na conquistada Lvov. Pintura de Jan Matejko (1888)

Uma característica distintiva do desenvolvimento histórico da Rússia Ocidental foi a falta de um Estado próprio e o fato de pertencer a formações estatais estrangeiras, dentro das quais teve que afirmar sua identidade eslava oriental, em especial seu idioma, fé, lei e costumes.
Nas terras da Galícia, tomadas pelo rei polonês Casimiro, o Grande em 1340, teve início uma política deliberada de propagação da religião estatal, o catolicismo. A criação de estruturas eclesiásticas católicas foi apoiada pela concessão de consideráveis propriedades de terras. Grandes propriedades também foram concedidas à nova nobreza polonesa, que, como consequência, rapidamente alcançou uma posição dominante na sociedade. Havia uma política proposital de atração de colonos alemães e de outros países, chamada a criar um contrapeso à tradicional maioria ortodoxa russa da população. Os moradores urbanos russos logo se depararam com uma significativa discriminação legal, motivada por sua condição de "cismáticos": eles não podiam se estabelecer livremente em toda a cidade, e a possibilidade de entrar no conselho da cidade e ocupar cargos públicos estava fechada para eles. A discriminação também se estendia à esfera do comércio e do artesanato, onde os rutenos não tinham permissão para participar de várias oficinas ou eram impedidos de se tornarem mestres e ocuparem "cargos superiores". Ao contrário de outras minorias, como armênios e judeus, os rutenos foram privados de seu próprio governo autônomo e tribunal, ficando sujeitos à jurisdição de órgãos criados pela população polonesa-alemã sem sua participação.

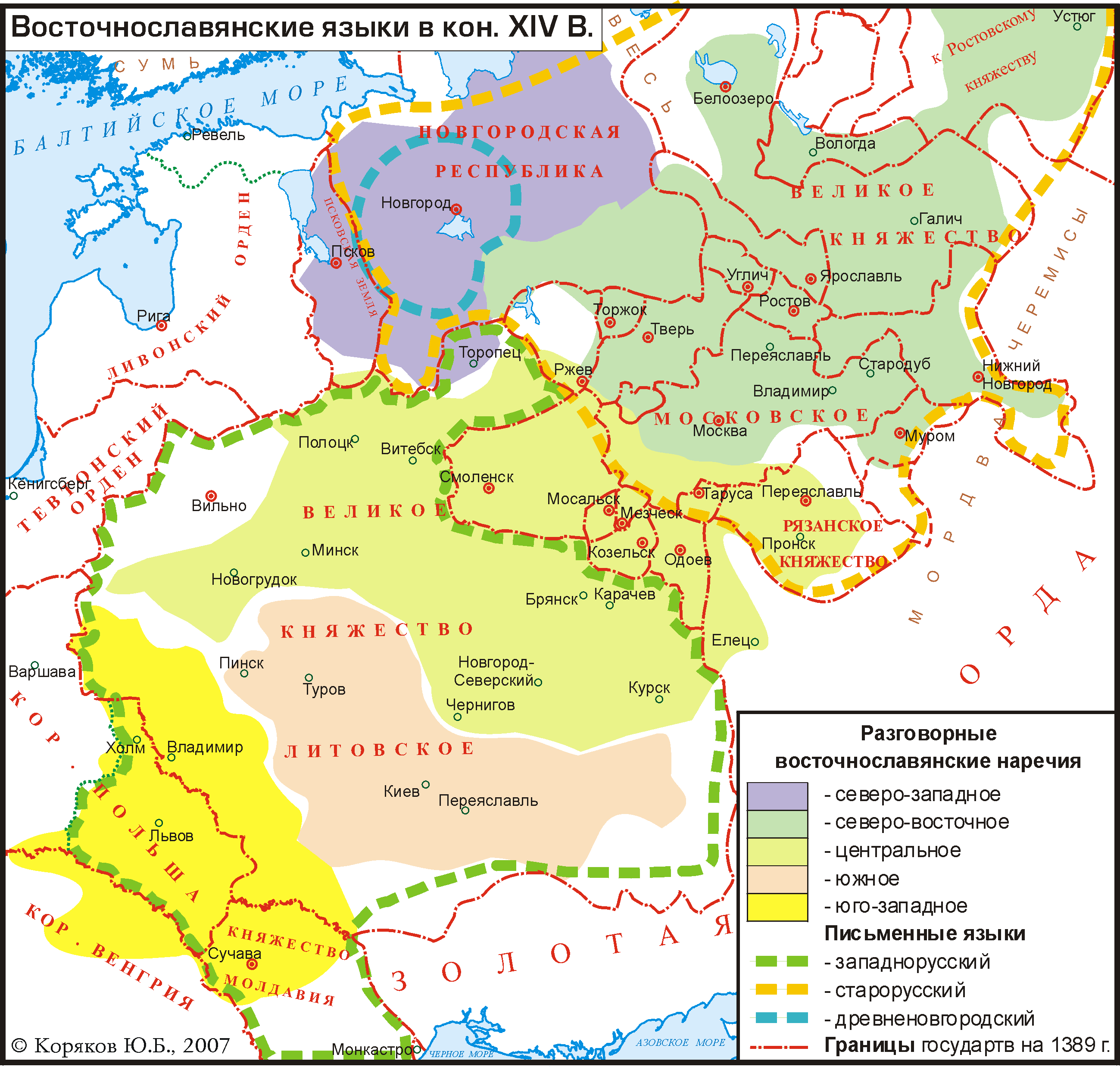
Língua russa ocidental (linha pontilhada verde) no final do séc. XIV.

Embora a herança cultural da antiga Rus, incluindo a língua escrita do russo ocidental, tenha desempenhado um papel importante no Grão-Ducado da Lituânia, em determinado momento, ela foi suplantada pela cultura católica polonesa, assim como na Rus galiciana, com o fortalecimento das relações com o reino polonês. Uma situação semelhante ocorreu com a lei Rus. Durante os séculos XV-XVI, os círculos governantes lituanos, que aceitaram o catolicismo sob os termos da União de Kreva como a religião do Estado, não abandonaram as tentativas de levar os ortodoxos à união com Roma. A posição dos ortodoxos piorou após a proclamação da Comunidade Polaco-Lituana e a submissão de vastos territórios no sul da Rússia à coroa polonesa, quando também começou a distribuição de terras em larga escala para a nobreza polonesa.
De enorme importância na história da Rússia Ocidental foi a União de Brest em 1596, que levou ao cisma da comunidade ortodoxa e à conversão de grande parte dela ao Uniatismo, acompanhado por uma luta interconfessional. A discriminação legal contra a população não-católica (a questão dos dissidentes) levou ao declínio da educação ortodoxa e à assimilação da maior parte da nobreza russa ocidental, o que deixou amplos segmentos da população eslava oriental sem influência política ou sem uma orientação nacional para para as camadas superiores da sociedade. O papel de defensores dos interesses da população eslava oriental foi parcialmente assumido pelos cossacos zaporijianos. Grandes perdas para a população da Rússia Ocidental foram causadas pelas ações intencionais dos participantes da revolta antipolonesa de Khmelnitski, além disso a revolta reduziu muito o número de comunidades judaicas. Muitos judeus morreram como resultado da revolta, com estimativas de 100.000 judeus mortos ou mais e números que variam de 40.000 a 100.000 circulando na literatura histórica no final do séc. XX.
Depois da incorporação da margem esquerda da Ucrânia e de Zaporíjia à Rússia após a Trégua de Andrusovo, em 1667, as terras da Rússia Ocidental que permaneceram como parte da Comunidade Polaco-Lituana foram submetidas a pressões assimilacionistas quase irrestritas. Até o final do séc. XVII, o poder do hetman na margem direita da Ucrânia foi abolido, em 1696 foi proibida a utilização da língua escrita russa ocidental e o uniatismo foi disseminado com sucesso. Os resultados desses processos foram sentidos por muito tempo nas terras da Rússia Ocidental, mesmo depois de sua incorporação ao Império Russo após as partições da Polônia. A resistência às pressões assimilacionistas, especialmente após a União de Brest, foi acompanhada por inúmeras revoltas da população eslava oriental.
Ao mesmo tempo, a influência polonesa na Rússia Ocidental não foi puramente negativa. Nos séculos XVI e XVII, na Comunidade Polaco-Lituana, houve um boom da cultura russa ocidental, que foi muito influenciada pela cultura polonesa, que estava no mesmo nível da Europa Ocidental. Essa cultura russa ocidental "ocidentalizada" também teve um impacto considerável sobre o Estado russo. Mais tarde, porém, no território da Comunidade Polaco-Lituana, a cultura russa ocidental, ao lado da privilegiada cultura polonesa, não conseguiu resistir à competição e foi esmagada. Os estratos aristocráticos - os portadores da "alta" cultura - foram totalmente polonizados, e a "russidade" foi gradualmente relegada ao nível de "sacerdote e camponês".

## Objeto de disputa

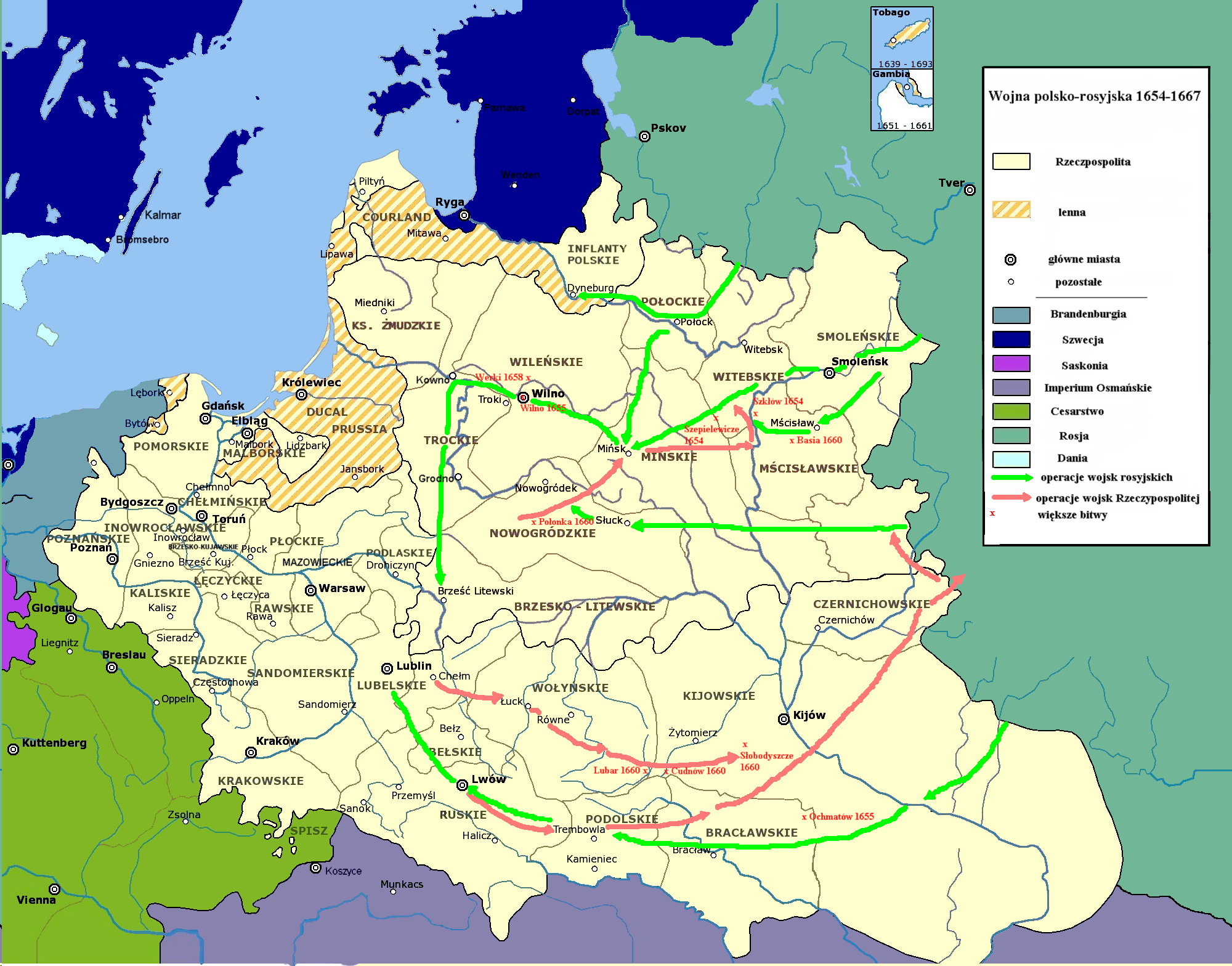
Guerra pelas terras da Rússia Ocidental (1654-1667)

A disputa pelas terras russas ocidentais entre o Estado russo e o Grão-Ducado da Lituânia (mais tarde Comunidade Polaco-Lituana) foi um tema central da história do Leste Europeu nos séculos XV-XVIII. No Estado russo, a partir do séc. XV, foi proposta a tarefa de unir todas as terras russas ao redor de Moscou e restaurar o antigo Estado Russo dentro de suas antigas fronteiras. Nas partições da Comunidade Polonesa-Lituana, Catarina II especificou oficialmente que desejava "salvar as terras e cidades que outrora pertenceram à Rússia, habitadas e criadas por seus companheiros de tribo e que professam a mesma fé que nós". A união das antigas terras russas foi feita no Império Russo sob o slogan "Devolução dos expropriados".

## Como parte do Império Russo

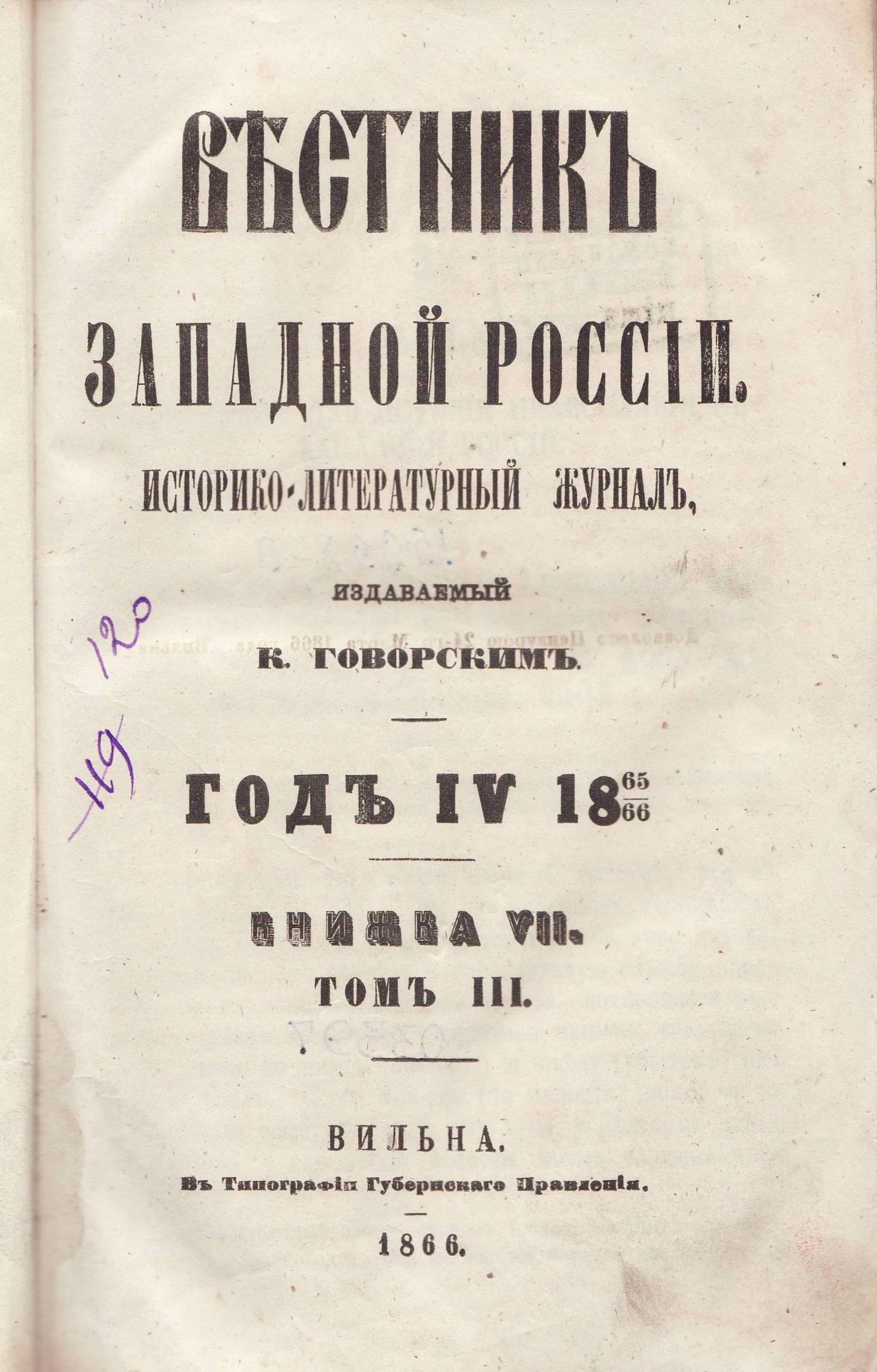
Página do "Boletim da Rússia Ocidental" (1866)

A cultura russa ocidental nos séculos XVII e XVIII influenciou muito os processos que estavam ocorrendo na Rússia. A opressão da população ortodoxa da Rússia Ocidental na Comunidade Polonesa-Lituana incentivou muitas figuras da Rússia Ocidental a emigrar para Moscou. As influências da Rússia Ocidental prepararam amplamente as atividades reformadoras de Pedro, o Grande, e moldaram a perspectiva cultural da Rússia pós-reforma. A "nova" cultura russa que surgiu na Rússia de Pedro, o Grande, não era puramente Grande-russa em sua gênese, tendo recebido um poderoso enxerto russo-ocidental. Isso permitiu que muitas figuras nacionais da Rússia Ocidental a proclamassem um produto da criação conjunta de todas as partes da Rússia e, portanto, totalmente russa. Normalmente, esse entendimento da "russidade" se espalhou não apenas para as terras eslavas orientais dentro da Rússia, mas também para a Galícia e a Rússia dos Cárpatos, que estavam sob o domínio da Áustria-Hungria, onde um movimento "moscófilo" bastante forte se desenvolveu no séc. XIX.
Ao mesmo tempo, a nova cultura russa, apesar de suas origens sintéticas, permaneceu centrada em  Moscou e São Petersburgo, com base no mito histórico da Rússia, que remonta sua gênese ao Estado moscovita. As tradições da Rússia Ocidental não foram adequadamente articuladas e compreendidas em um contexto pan-russo e foram marginalizadas e empurradas para a periferia da consciência russa. Em resposta a isso, começaram a se desenvolver tendências culturais regionalistas na Rússia Ocidental, que, no entanto, continuaram a se ver em uma perspectiva pan-russa ao longo do séc. XIX.
Durante o séc. XIX, em relação à Rus Ocidental, foi utilizada a variante Rússia Ocidental, que foi alocada ao Território Ocidental, que por sua vez foi dividida nas Regiões Noroeste e Sudoeste. Nas terras bielorrussas, esses termos deram nome a um movimento histórico, ideológico e sociopolítico do russo-ocidentalismo como uma identidade nacional baseada nas noções de um povo russo comum e dos bielorrussos como um de seus ramos. Mikhail Kojalovich, às vésperas do levante polonês de 1863, observou na "Rússia Ocidental" a "dominação do elemento polonês", que não era uma "tribo original" dali. Como resultado das reformas fundamentais introduzidas pelo Governador-geral de Grodno, Vilna e Minsk, Mikhail Muraviov-Vilenski, após a supressão da revolta, a influência da tradicional minoria polonesa na vida pública foi bastante reduzida. A política de russificação, realizada na província do noroeste, de acordo com a terminologia da época, significava o fortalecimento da cultura local de todos os três ramos do "povo pan-russo", com o idioma russo sendo considerado o principal padrão literário, enquanto os idiomas bielorrusso e pequeno russo eram considerados seus dialetos, nos quais a literatura também era publicada.

## A herança da antiga Rus
A Rus Ocidental, com exceção de Kiev, preservou monumentos da arquitetura da antiga Rus em muito menos extensão do que as terras da Rússia moscovita. Apenas alguns exemplos de arquitetura de pedra da época dos principados da Galícia, Volínia, Gorodenski e Polócia sobreviveram à Nova Era. Em vários casos, houve uma reestruturação das antigas igrejas russas em igrejas ou catedrais uniatas com sua modificação completa com base no barroco polonês-lituano. Vale ressaltar que os épicos do ciclo de Kiev não foram preservados na Rússia Ocidental. A lei Rus foi relativamente rapidamente suplantada nos territórios controlados pela Polônia, sendo substituída pela polonesa e lei alemã. Na Rus lituana, a influência da lei Rus acabou sendo mais profunda e duradoura.